# Gudröd
Gudröd (fornvästnordiska Guðrauðr, Guðreyðr, Guðröðr) är ett i norröna texter vanligt förekommande mansnamn som i synnerhet har burits av norska kungar, jarlar och tronpretendenter. Namnets betydelse är oklar. Den latinska formen av Gudröd är Godredus. Angliserade former är Godred, Guthred och Guthfrith.

## Personer med namnet Gudröd
1. Gudröd av Skåne, 600-talet, omtalas i Ynglingasagan, där han sägs ha varit gift med Åsa illråda, Ingjald illrådes dotter.
2. Gudröd jaktkonung, slutet av 700-talet och början av 800-talet, var kung av Vestfold i Norge. Med sin första hustru Alvhild hade han sonen Olav Geirstadalv, med andra hustrun Åsa hade han sonen Halvdan svarte. Han troddes av historikern P.A. Munch vara identisk med Godfred, kung av Danmark, en uppfattning som nu har övergivits.
3. Gudröd hette två av sönerna till Harald hårfagre. Den ene, som var son till drottning Gyda, stannade hemma i faderns hird, men fick stora förläningar i Sogn. Den andre, som var son till ”finnkvinnan” Snöfrid, hade tillnamnet ljómi och uppfostrades hos skalden Tjodolf från Hvin. Under en svår storm drunknade han utanför Jæren, då han återvände från ett besök hos sin fosterfader.[1]
4. Gudröd av Jorvik, död 895, kung av Northumbria från 883 till sin död.
5. Gudröd Eriksson, död 966, son till Erik blodyx och Gunnhild, blev, efter Håkon den godes fall, jämte Harald gråfäll och sina övriga bröder kung i Norge och utmärkte sig för stor list och grymhet. Med svek röjde han lydkungen Tryggve ur vägen. Han fördrevs av Håkon jarl och måste lämna landet med sin mor Gunnhild och brodern Ragnfred, varefter han levde som viking. Under Olav Tryggvasons regering sökte Gudröd vinna fast fot i Viken, men övermannades och dödades av Olavs svågrar Torgeir och Hyrning.[2]
6. Gudröd Björnsson, död 968, son till Björn farman. Sedan Erik blodyx hade dräpt hans fader uppfostrades Gudröd hos sin farbror Olav Haraldsson. Denne gjorde uppror mot kung Erik, men föll i striden, och Gudröd blev tvungen att fly till Oplandene. Då Håkon Adalsteinsfostre kom till makten, gav han Gudröd kunganamn och den förläning i Viken, som hans fader tidigare hade innehaft. Gudröd dräptes i närheten av nuvarande Tønsberg, av Harald gråfäll, som fruktade att hans lydkungar planerade ett uppror. Gudröd Björnsson var far till Harald grenske och farfar till Olof den helige.
7. Gudröd Haraldsson eller Gofraid mac Arailt, död 989, var en norsk-gaelisk sjökonung som tillsammans med sin bror Maccus härjade runt Irländska sjön på 970- och 980-talen.[3]
8. Gudröd Haraldsson, känd som Godred Crovan, död 1095, stod i Harald hårdrådes tjänst men flydde efter slaget vid Stamford Bridge år 1066 till ön Man som han erövrade och där han gjorde sig till kung. Gudröd sägs ha varit son till en Harald svarte från Island.[4][5]
9. Gudröd Olavsson, död 1187, Gudröd Haraldssons sonson, var kung över Hebriderna och ön Man i mer än trettio år från 1154 till sin död. Riket delades dock 1156 varvid Gudröd behöll Man samt öarna Lewis och Skye. Under en kort tid var Gudröd Olavsson också kung i Dublin och Leinster.[6]
10. Gudröd Ragnvaldsson (även kallad Gudröd Dond), död 1231, sonson till Gudröd Olavsson, samregent över öarna Lewis, Skye och Man.[7]
11. Gudröd Magnusson (Godred Magnusson), död 1275 i slaget vid Ronaldsway, var den siste kungen av Man.[8]